# مارسل لانگر
مارسل لانگر (انگلیسی: Marcel Langer؛ زادهٔ ۱۶ فوریهٔ ۱۹۹۷) بازیکن فوتبال است.
از باشگاه‌هایی که در آن بازی کرده‌است می‌توان به باشگاه فوتبال هانوفر ۹۶ اشاره کرد.